# Bienvenu Sawadogo
Bienvenu Wendla Sawadogo (* 31. Dezember 1995) ist ein burkinischer Leichtathlet, der sich auf den 400-Meter-Hürdenlauf spezialisiert hat, aber auch in anderen Disziplinen an den Start geht.

## Sportliche Laufbahn
Erste internationale Erfahrungen sammelte Bienvenu Sawadogo 2011 bei den Jugendweltmeisterschaften nahe Lille, bei denen er im Dreisprung mit 14,00 m in der Qualifikation ausschied. Zwei Jahre später belegte er bei den Juniorenafrikameisterschaften in Réduit über 400 Meter Hürden in 55,09 s den siebten Platz und wurde mit 7,01 m im Weitsprung Neunter. 2014 nahm er an den Afrikameisterschaften in Marrakesch teil, wurde dort im Hürdenlauf im Vorlauf disqualifiziert. Im Jahr darauf nahm er erstmals an den Afrikaspielen in Brazzaville teil, schied dort im 200-Meter-Lauf mit 21,57 s in der ersten Runde aus und gelangte auch mit der burkinischen 4-mal-100-Meter-Staffel mit 48,18 s nicht bis in das Finale. 2016 gelangte er bei den Afrikameisterschaften in Durban über 200 Meter bis in das Halbfinale, in dem er mit 21,85 s ausschied. Zudem erreichte er im Dreisprung mit 14,78 m Rang 15. 2017 gewann er bei den Spielen der Frankophonie in Abidjan in 46,89 s die Silbermedaille im 400-Meter-Lauf hinter dem Kanadier Benjamin Ayesu-Attah, belegte mit der 4-mal-100-Meter-Staffel in 41,21 s den siebten Platz und schied mit der 4-mal-400-Meter-Staffel mit 3:18,86 min in der Vorrunde aus. Anschließend erreichte er bei der Sommer-Universiade in Taipeh über 400 Meter das Halbfinale und schied dort mit 48,15 s aus. Bei den Leichtathletik-Afrikameisterschaften 2018 in Asaba schied er über 400 Meter mit 47,34 s im Halbfinale aus und scheiterte über 200 Meter mit 21,42 s in der ersten Runde.
2019 gewann er bei den Afrikaspielen in Rabat mit neuem Landesrekord von 49,25 s die Silbermedaille im 400-Meter-Hürdenlauf hinter dem Algerier Abdelmalik Lahoulou und qualifizierte sich in dieser Disziplin auch für die Weltmeisterschaften in Doha, bei denen er aber im Vorlauf disqualifiziert wurde. 2022 gelangte er bei den Afrikameisterschaften in Port Louis mit 51,71 s auf Rang sechs und im Jahr darauf gewann er bei den Spielen der Frankophonie in Kinshasa in 50,34 s die Bronzemedaille hinter dem Marokkaner Saad Hinti und Ousmane Sidibé aus dem Senegal. 2024 verpasste er bei den Afrikaspielen in Accra mit 53,04 s den Finaleinzug und belegte dann im Juni bei den Afrikameisterschaften in Douala in 50,76 s den sechsten Platz.
2018 wurde Sawadogo burkinischer Meister im 800-Meter-Lauf.

## Persönliche Bestleistungen
- 200 Meter: 21,03 s (+0,1 m/s), 18. August 2018 in Ouagadougou
- 400 Meter: 46,66 s, 18. Juni 2019 in Bonneuil-sur-Marne (burkinischer Rekord)
- 800 Meter: 1:58,19 min, 18. Juli 2018 in Ouagadougou
- 400 m Hürden: 49,25 s (0,0 m/s), 29. August 2019 in Rabat (burkinischer Rekord)
- Weitsprung: 7,33 m (+0,5 m/s), 20. Mai 2018 in Compiègne
- Dreisprung: 14,78 m (+1,0 m/s), 25. Juni 2018 in Durban